# Xã Prussia, Quận Adair, Iowa
Xã Prussia (tiếng Anh: Prussia Township) là một xã thuộc quận Adair, tiểu bang Iowa, Hoa Kỳ. Năm 2010, dân số của xã này là 173 người.